# Archidiocèse de Vienne (France)
Pour les articles homonymes, voir Diocèse de Vienne.
L'archidiocèse de Vienne (en latin : dioecesis Viennensis, Archidioecesis Viennensis) est un ancien archidiocèse de l'Église catholique en France. La ville de Vienne, actuellement située dans le département de l'Isère, était le siège de l'archevêché.

## Territoire
Les diocèses suffragants de la province ecclésiastique de Vienne sont, au Ve siècle, ceux de Grenoble, Genève, Valence et Tarentaise. En 463, l'évêché de Die est ajouté à la liste. Au siècle suivant, deux autres suivent : Viviers et Maurienne. En 794, la Tarentaise est élevé pau rang d'archidiocèse métropolitain et les évêchés de Die et de Viviers sont retirés avant d'être à nouveau réintégrés peu de temps après.
En 1077, dans un acte, le pape Grégoire VII confirme l'attachement à la province de Vienne des diocèses de Grenoble, Valence, Die, Viviers, Tarentaise, Genève et Maurienne. Il s'agit toutefois d'une erreur d'écriture puisque la Tarentaise était autonome depuis la fin du VIIIe siècle. Le nombre de diocèses suffragants est désormais fixé à 6 en 1119.
La dignité de Primat des Primats de l'archevêque en fait le supérieur des archevêques d'Aix, Auch, Bordeaux, Bourges, Embrun et Narbonne.

## Histoire

### Origines (duIIesiècleauVIesiècle)

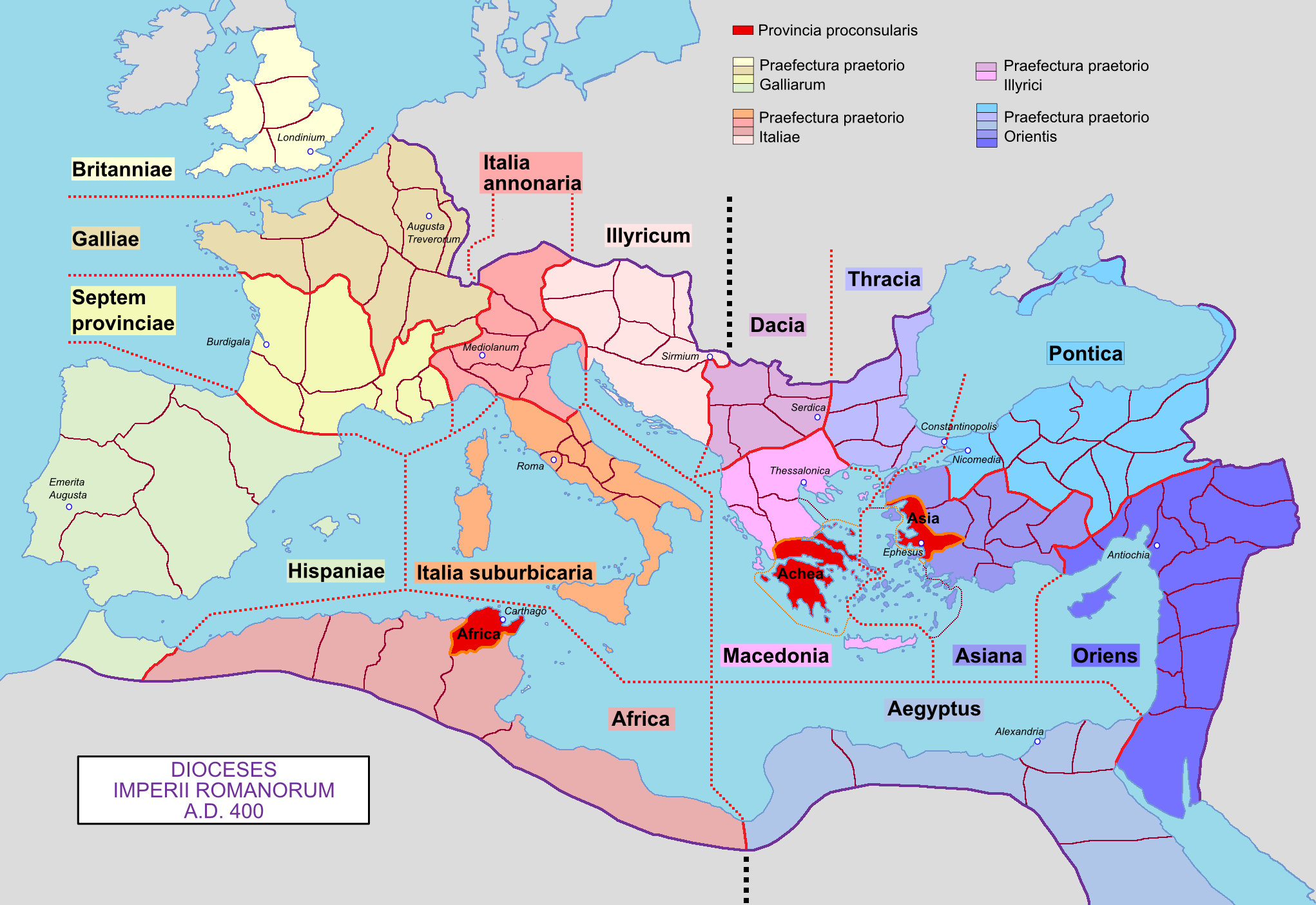
Le diocèse des sept provinces, env. 400 ap J.-C. (en jaune).

L'Église chrétienne de Vienne semble avoir été organisée dès le IIe siècle. La tradition rapporte que Saint Crescens/Crescent, disciple de saint Paul, dont l'existence est douteuse, aurait fondé cette Église de Vienne, sous le règne de Néron. Cette tradition remonte au Catalogue des évêques de Vienne produit par l'évêque Adon de Vienne (799‑875), dans sa Chronique, où il place au cours de cette période les trois premiers évêques — Saint Crescens/Crescent, Zacharie et Martin —.
Le diocèse de Grenoble-Vienne, sur son site Internet, reconnaît comme premier évêque Saint Martin, à la fin du IIIe siècle, toutefois son existence est elle aussi mise en doute.
Au début du IVe siècle, son territoire connaît des variations,. Entre 381 et 424, la situation administrative semble se stabiliser, selon l'historien André Chastagnol. Le diocèse méridional de Viennoise porte désormais le nom d'après son nombre de ses provinces, d'où diocèse des Sept Provinces (diocesis Septem provinciarum.
La cité Vienne, puissante au début du IVe siècle, perd, au profit de Bordeaux, le vicariat du diocèse méridional des Gaules. Elle perd également l'autorité sur les cités de Grenoble (v. 380). et de Genève, entre 375 et 381,. Au début du siècle suivant, probablement 407, la cité rivale d'Arles obtient le transfert de la préfecture des Gaules (Histoire d'Arles à l'époque romaine). Gérard Lucas pense que cette perte d'influence pourrait être liée avec l'assassinat dans cette ville de Valentinien II, en 392, tout en privilégiant un contexte plus général.
Le diocèse serait érigé vers l'année 445, selon le site catholic-hierarchy.org. Toutefois, il semble falloir attendre une lettre du pape Léon Ier, datée du 6 janvier, probablement de l'année 450, et répertoriée par le Regeste dauphinois, qui s'adresse « aux évêques des Gaules et de la province Viennoise, leur annonçant qu'Hilaire, évêque d'Arles, ayant fui son jugement, a été dépouillé des privilèges de sa cité et que l'archevêque de Vienne a été réintégré dans la possession de tout ce que le siège apostolique avait accordé à celui d'Arles ». En effet, l'historien André Pelletier indique que « les excès des évêques d'Arles Hilaire et Ravennius » ont conduit le pape à « procéde[r au] partage officiel de la province de Viennoise entre » les Églises d'Arles et de Vienne. Une réponse du pape du 5 mai, probablement de la même année, précise que l'évêque métropolitain de Vienne obtient le Nord de la Viennoise, ayant « pour suffragants Valence, Tarentaise, Genève et Grenoble ; les autres relèveront de l'évêque d'Arles. »
En 463, l'évêque Mamert ordonne l'évêque de Die, Marcel, alors que celui-ci ne relève pas de son autorité.
Au cours de l'épiscopat d'Avit, Vienne obtient une certaine influence dans le royaume burgonde, auprès de ses rois, ainsi qu'en Gaule. L'historienne Luce Pietri (2009) souligne « Avit se trouve, dans l'Église du royaume burgonde, bénéficier de la position d'une sorte de primat ». En novembre, probablement de l'année 513, il reçoit la confirmation de Rome, par un rescrit papal, de l'autorité de Vienne sur les Églises de Valence, Tarentaise, Genève et Grenoble.
Vers 552, une portion du territoire, située au Nord-Est, sert à la constitution du diocèse de Belley, et est placé sous l'autorité de l'archidiocèse de Besançon.

### Un diocèse relevant de l'Empire
Le titre d'archevêque n'apparaît qu'après que les évêques métropolitains aient obtenu des Carolingiens le droit de convoquer les conciles provinciaux. Wilicaire (Wilicarius) est le premier à le porter, obtenant le Pallium du pape Grégoire III (731-741).
Lors du synode de Francfort, en 794, l'archevêque Ursus défend les prérogatives de son Église contre les prétentions de la métropole d'Arles. Lors de ce même concile, il s'est opposé aux libertés prises par l'évêque de Tarentaise de sacré ceux de Maurienne, d'Aoste et de Sion, depuis ce dernier tiers du VIIIe siècle. Le synode ne se prononce pas laissant le pape intervenir. Le pape Léon III semble avoir porté son choix sur l'érection du diocèse de Tarentaise en archidiocèse, mentionnée dans le testament de Charlemagne comme la « dix-septième des vingt et une métropoles légataires », « mais toujours sous l'autorité de Vienne ». L'archevêque de Tarentaise devient pleinement indépendant en 1171.
Dans le testament de Charlemagne (811), Vienne apparait comme l'une des vingt et une métropoles de l'Empire.
L'ancien archevêque Gui de Bourgogne devient pape sous le nom Calixte II en 1119. C'est à partir de cette date que le territoire trouve définitivement son nombre de sièges suffragants fixes : Grenoble, Valence, Die, Viviers, Genève et Maurienne.
Le 14 septembre 1023, l'Église de Vienne et son représentant, l'archevêque Burchard, sont investis par le roi de Bourgogne, Rodolphe III, qui possèdent des liens de parenté avec l'archevêque, « avec l'assentiment joyeux (Isetante) de son épouse la reine Irmengarde » du « comté de Vienne, et toutes ses dépendances au dedans et au dehors de la ville avec le château qui la domine, nommé Pipet (Pupet) et les redevances »,.

### L'entrée dans legallicanisme royal
Le Dauphiné entre le 30 mars 1349, par le traité de Romans, dans le giron français lorsque le dauphin Humbert II, endetté, sans héritier, fait de Philippe VI de Valois, roi de France son héritier. L'une des contreparties fait que le fils du roi de France doit prendre le titre de dauphin et que la France reconnaît l’autonomie de la province.
Toutefois, l'influence capétienne s'est faite discrètement et progressivement dans la métropole de Vienne, à partir des dernières décennies du XIIIe siècle. Cette politique royale est d'ailleurs l'objet de la thèse de l'historien Bruno Galland, Deux archevêchés de l'Empire à la France. les archevêques de Lyon et les archevêques de Vienne du milieu du XIIe siècle au milieu du XIVe siècle (Soutenue en 1992). D'ailleurs dès 1335, le Royaume de France avait annexé la place forte de Sainte-Colombe, située en rive droite du Rhône, et fait édifier la tour des Valois.

### Disparition
Cet archidiocèse est supprimé par la Constitution civile du clergé, en février 1790.
Le diocèse n'est pas rétabli à la suite du Concordat de 1801. En 1822, le titre d'archevêque de Vienne est relevé par celui de Lyon. Depuis 2006, le titre d'évêque de Vienne est relevé par l'évêque de Grenoble dit désormais de Grenoble-Vienne.

## Cathédrale
Quelques reliques de saint Maurice, en particulier sa tête, furent introduites au début du VIIIe siècle dans la Cathédrale Saint-Maurice ; leur culte bénéficia de la piété et des largesses des souverains carolingiens (Boson, au IXe siècle) ou des rois de Bourgogne (Xe – XIe siècle). 
À l'intérieur de la cathédrale, la belle harmonie des nefs ne masque pas les différentes campagnes de construction qui se succédèrent du XIIe siècle au début du XVIe siècle. 
Les maîtres d'œuvre successifs eurent à cœur d'intégrer en les remployant des éléments sculptés plus anciens : fragments d'architecture gallo-romaine, comme le linteau aux griffons sur la porte nord ou les colonnes torses à l'intérieur ; arcatures romanes replacées au-dessus des chapelles gothiques. 
Mais, à peine achevée, la cathédrale fut victime des pillages et destructions liés aux troubles des guerres de Religion (1561, 1562, 1567). Depuis la seconde moitié du XIXe siècle, d'importants travaux de restauration ont été entrepris pour remédier aux dommages engendrés par les problèmes de ruissellement ou la dégradation des matériaux, en particulier la molasse. Ces travaux se poursuivent aujourd'hui avec le plan patrimoine financé par la ville de Vienne, le département de l'Isère, la région Rhône-Alpes et l’État français.

## Évêques puis archevêques
- v. IIe siècle à 1790 : évêques, évêques métropolitains puis archevêques de Vienne
- 1822 à 2006 : associé au titre d'archevêque de Lyon ;
- depuis 2006 : associé au titre d'évêque de Grenoble.

### Regeste dauphinois
1. ↑  Regeste dauphinois, p. 17, Tome 1, Fascicules 1-3, Acte no 85, 6 janvier (450) (présentation en ligne).
2. 1 2  Regeste dauphinois, p. 17, Tome 1, Fascicules 1-3, Acte no 87, 5 mai (450) (présentation en ligne).
3. ↑  Regeste dauphinois, p. 43, Tome 1, Fascicules 1-3, Acte no 236 du 6 (13) novembre (513)  (présentation en ligne).
4. ↑  Regeste dauphinois, p. 279-281, Tome 1, Fascicules 1-3, Acte no 1675, du 14 septembre 1023 (présentation en ligne).

### Autres références
1. 1 2 3 4 5 6 7  Louis Boisset, Un concile provincial au treizième siècle : Vienne 1289 : église locale et société, vol. 21 de Théologie historique, Éditions Beauchesne, 1973, 359 p. (ISBN 978-2-7010-0055-8, lire en ligne), p. 69-70.
2. ↑  « Discours de Réception de M. l'Abbé Ducis, lu dans la séance publique du 18 mai 1865 », Mémoires de l'Académie des sciences, belles-lettres et arts de Savoie, volume 9, p. 72 (lire en ligne).
3. 1 2 3  Gérard Lucas, Vienne dans les textes grecs et latins : Chroniques littéraires sur l'histoire de la cité, des Allobroges à la fin du Ve siècle de notre ère, MOM Éditions, coll. « Travaux de la Maison de l’Orient et de la Méditerranée », 2018, 345 p. (ISBN 978-2-35668-185-0, lire en ligne), pages 247-270 : « Adon de Vienne, Chronique », notamment le « Tableau récapitulatif de la liste des évêques de Vienne jusqu'à Avit ».
4. ↑  Duchesne, 1894, p. 145-146 (présentation en ligne).
5. ↑  « Histoire — Section « Les grandes figures du diocèse de Grenoble et Vienne » », sur le site du Diocèse de Grenoble-Vienne - www.diocese-grenoble-vienne.fr (consulté en avril 2020).
6. 1 2 3 4  André Chastagnol, « Le diocèse civil d'Aquitaine au Bas-Empire », Bulletin de la Société nationale des Antiquaires de France,‎ 1972, p. 272-292 (lire en ligne).
7. 1 2 3 4 5  Gérard Lucas, Vienne dans les textes grecs et latins : Chroniques littéraires sur l'histoire de la cité, des Allobroges à la fin du Ve siècle de notre ère, MOM Éditions, coll. « Travaux de la Maison de l’Orient et de la Méditerranée », 2018, 345 p. (ISBN 978-2-35668-185-0, lire en ligne), p. 222.
8. ↑  Bligny, 1979, p. 15.
9. 1 2 3 4 5  Laurent Perrillat, « Géographie historique des diocèses de Savoie (conférence) », Les Rendez-vous de l’Académie salésienne, no 20,‎ 24 mai 2014, p. 30 (lire en ligne [PDF])
10. ↑  (en) « Archdiocese of Vienne », sur catholic-hierarchy.org (consulté en avril 2020).
11. 1 2 3  André Pelletier, Vienna, Vienne, Presses universitaires de Lyon, coll. « Galliæ civitates », 2001, 188 p. (ISBN 978-2-7297-0677-7, lire en ligne), p. 166.
12. 1 2  Luce Pietri, « Les lettres d'Avit de Vienne. La correspondance d’un évêque « politique » », dans Roland Delmaire, Janine Desmulliez et Pierre-Louis Gatier, Correspondances. Documents pour l'histoire de l'Antiquité tardive. Actes du colloque international, université Charles-de-Gaulle-Lille 3, 20-22 novembre 2003, Lyon, MOM Éditions, coll. « de la Maison de l'Orient méditerranéen 40. Série littéraire et philosophique 13 », 2009, 575 p. (lire en ligne), p. 311-331
13. 1 2  Duchesne, 1894, p. 149 (présentation en ligne).
14. 1 2 3  Jacqueline Roubert, « La seigneurie des Archevêques Comtes de Tarentaise du Xe au XVIe siècle », Mémoires de l'Académie des sciences, belles-lettres et arts de Savoie, Chambéry, impr. Chatelain, no 6, tome 5,‎ 1961, p. 423 (lire en ligne).
15. ↑  Charlemagne, Paris, Presses universitaires de France, coll. « Que sais-je ? » (no 471), 1984, 127 p. (ISBN 2-13-038326-2, présentation en ligne), p. 125.
16. ↑  Georges de Manteyer, « Les origines de la maison de Savoie en Bourgogne (910-1060) », dans Mélanges de l'école française de Rome, 1899 (lire en ligne), chap. 19, p. 465 et suivantes.
17. ↑  Historia, avril 2007, p. 3 « Le Dauphiné, c'est cadeau ! »
18. ↑  Bruno Galland, Deux archevêchés entre la France et l'Empire. Les archevêques de Lyon et de Vienne du milieu du XIIe siècle au milieu du XIVe siècle, Écoles française d'Athènes et de Rome, Rome, École française de Rome, 1994, 831 pages.
19. ↑  André Châtelain, Châteaux forts : Images de pierre des guerres médiévales, Paris, Rempart, coll. « Patrimoine vivant », 2003 (ISBN 2-904365-00-1), p. 44.
20. ↑  Bligny, 1979, p. 5.